# Giovanni Salucci
Giovanni Battista Salucci (Firenze, 1 luglio 1769 – Firenze, 18 luglio 1845) è stato un architetto italiano, attivo alla corte del Württemberg.

## Biografia
Fu allievo a Firenze di Gaspare Paoletti e probabilmente fece viaggi di formazione sia a Roma che in Veneto.
Manifestando simpatie rivoluzionarie, sembra sia stato condannato in contumacia mentre era a Bologna. Si arruolò così come ufficiale del genio nell'esercito francese; partecipò alla campagna di Russia con Napoleone che seguì anche Waterloo. Prigioniero dagli inglesi, fu liberato nel 1816. 
Senza ritornare a Firenze si recò a Ginevra dove, dopo un incontro fortuito, il banchiere Jean Gabriel Eynard gli commissionò il progetto per il suo palazzo in città. Grazie a Eynard entrò in contatto con il re Guglielmo I del Württemberg, che lo nominò architetto di corte nel 1818. 
Con tale incaricò progettò il Casino reale a Weil presso Esslingen, il castello di Rosenstein e il mausoleo reale in forma di tempietto circolare sulla collina Rothemberg presso Stoccarda. In tale città progettò anche il palazzo reale (Wilhelmspalais).
Durante la sua permanenza a corte ebbe sempre l'ostilità dei tecnici locali che nel 1839 causarono il suo licenziamento dal suo incarico. Ritornò a Firenze dove fisse poveramente. Morì nel 1845 e ebbe una sepoltura nel chiostro di San Marco, grazie all'interessamento di alcuni amici, tra cui Giuseppe Ponsi che gli dedicò anche un breve scritto biografico.

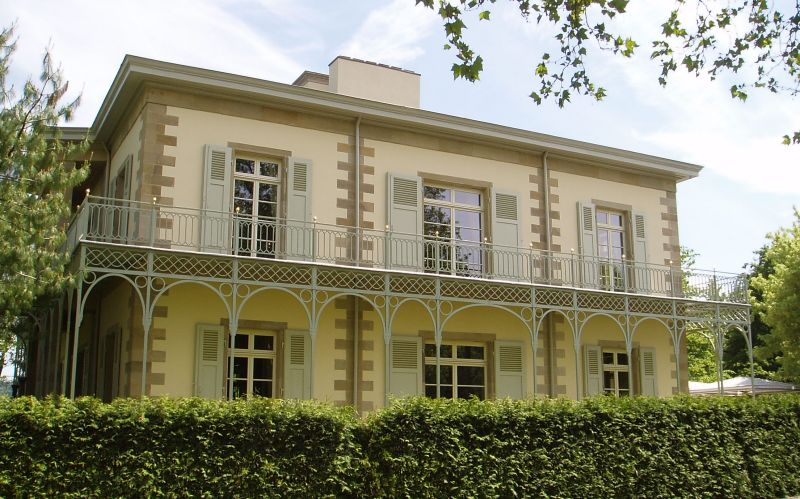
Padigione reale a Esslingen-Weil
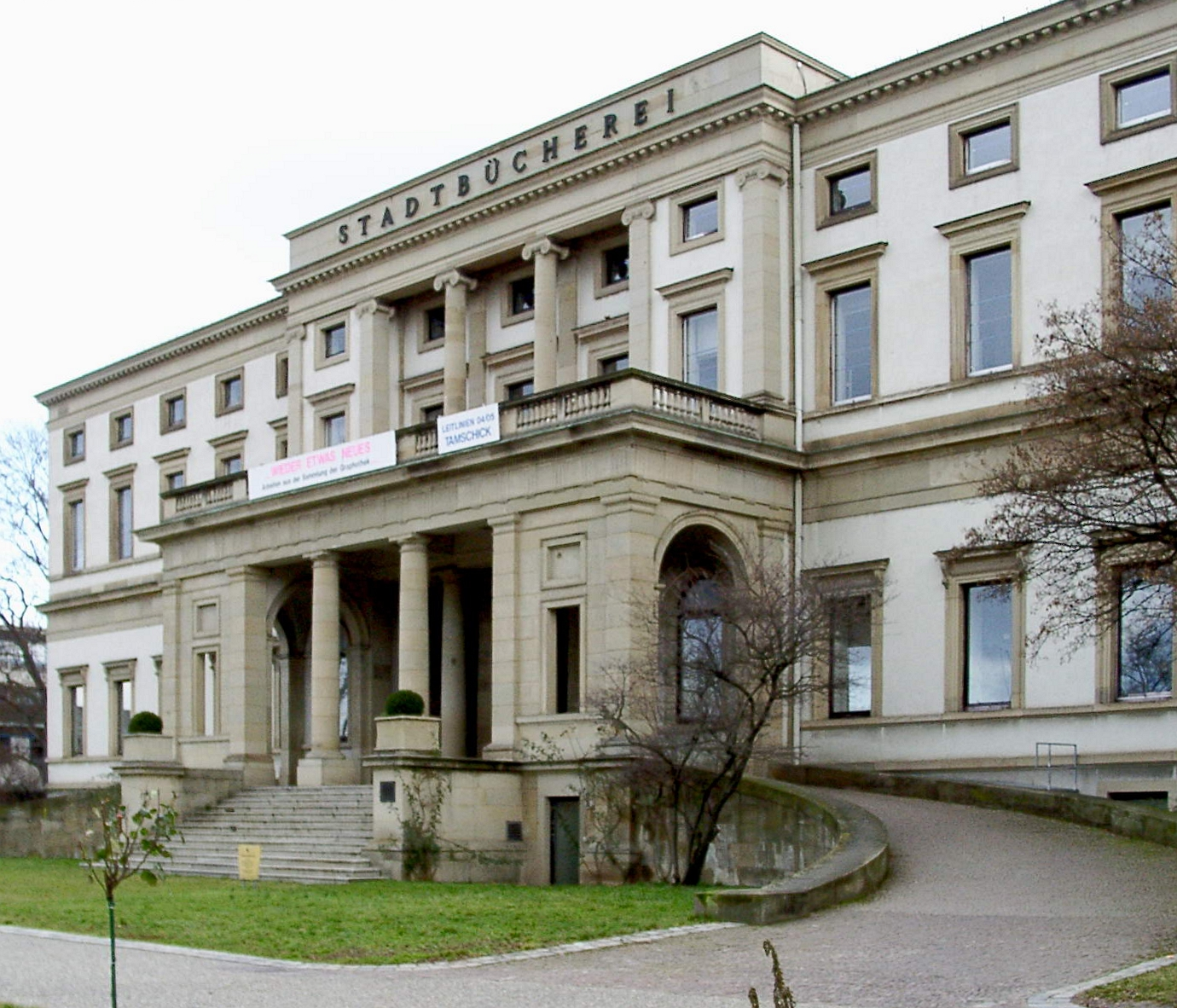
Wilhelmspalais in Charlottenplatz a Stoccarda
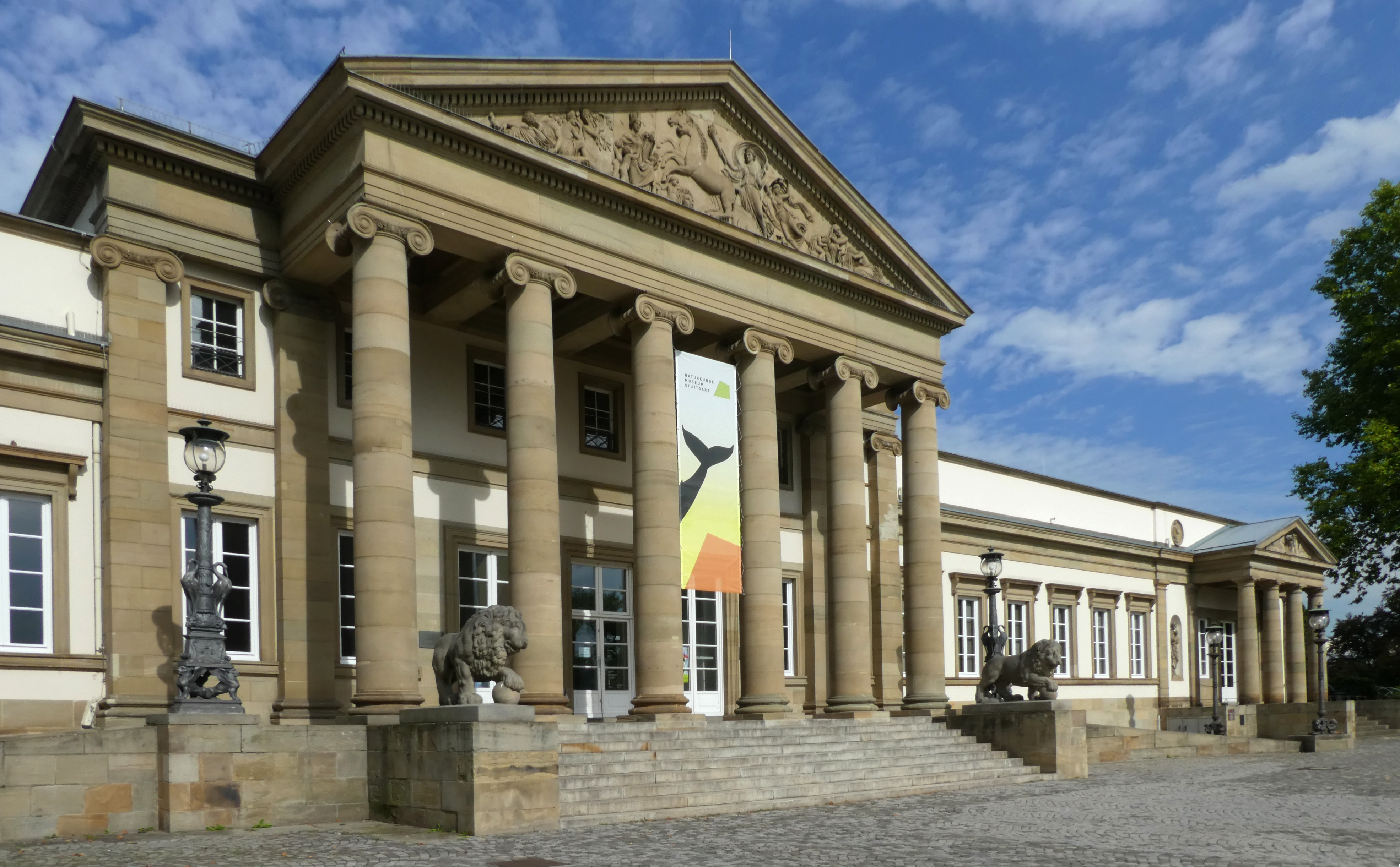
Castello di Rosenstein